# 杜航伟
杜航伟（1962年4月3日— ），男，汉族，河南灵宝人。中華人民共和國政治人物。1984年4月加入中国共产党，1984年7月参加工作，西南政法学院刑侦系刑侦专业毕业，大学本科学历，副总警监警衔。曾任中共陕西省委常委、政法委书记，公安部党委委员、副部长。

## 生平
1980年9月，在西南政法学院刑侦系刑侦专业学习。毕业后进入中华人民共和国公安部，并被下派北京市公安局实习锻炼。1985年8月，任公安部刑事侦查局办公室干部、副主任科员、主任科员。1993年9月，任公安部刑事侦查局反有组织犯罪处副处长。1996年4月，任公安部刑事侦查局反有组织犯罪处处长。1998年9月，任公安部刑事侦查局有组织犯罪侦查处处长（期间：1995年5月至1999年9月，在全国公安机关青年干部理论研修班学习）。1999年10月，任公安部刑事侦查局办公室主任。1999年11月，任公安部刑事侦查局副局长。2007年3月，任公安部刑事侦查局局长。
2010年2月，杜氏外放陕西，出任陕西省公安厅副厅长（正厅级）。2010年3月，任陕西省公安厅副厅长（正厅级），兼任中共西安市委常委、政法委副书记，西安市公安局党委书记、局长（至2013年1月）。2012年1月，兼任中共西安市委政法委书记。
2012年9月，任陕西省公安厅厅长。2013年2月，任陕西省人民政府党组成员、省长助理。2014年12月，任陕西省人民政府副省长，陕西省公安厅党委书记、厅长。2015年4月，兼任中共陕西省委政法委副书记。2017年5月，任中共陕西省委常委、政法委书记。
2018年7月，杜氏回到公安部，出任该部党委委员，8月任副部长，负责刑侦事务。2023年3月，任全国人民代表大会社会建设委员会委员。

## 事件
2013年，记者刘虎在新浪微博发布“会馆经理曝陕西公安厅长杜航伟接受性贿赂”，指称时任陕西省公安厅厅长杜航伟在西安唐韵会所接受性贿赂和为其提供保护伞等问题。同年8月，中共陕西省纪委宣布，经调查，网上帖文反映的有关杜航伟的问题失实，随后刘虎遭到逮捕，并被指控涉嫌诽谤罪移送审查起诉。2015年9月，北京市东城区人民检察院对刘虎作出不起诉决定。